# Ковальський Олександр Миколайович
Олександр Миколайович Ковальський (20 квітня 1876, м. Житомир — † ?) — полковник Армії УНР.

## Життєпис
Народився у Житомирі.
Закінчив 1-шу Тифліську класичну гімназію (1895), військово-училищні курси Московського піхотного юнкерського училища (1897), вийшов підпрапорщиком до Осовецької фортечної артилерії. Того ж року перевівся підпоручиком до Кавказької резервної артилерійської бригади. Брав участь у Першій світовій війні. З 25 травня 1915 р. — командир 5-ї батареї 102-ї артилерійської бригади. З 18 грудня 1916 р. — полковник. З 3 квітня 1917 р. — командир 2-го дивізіону 102-ї артилерійської бригади. За Першу світову війну був нагороджений усіма орденами до Святого Володимира IV ступеня з мечами та биндою, Георгіївською зброєю (26 січня 1917 р, за бій 3 червня 1916 р.).

### На службі УНР
З травня 1917 р. — голова Української ради 102-ї артилерійської бригади. З 2 листопада 1917 р. — начальник 102-ї артилерійської бригади. З грудня 1917 р. — начальник 2-ї Української гарматної бригади 1-го Українського корпусу військ Центральної Ради. 26 січня 1918 р. бригада була розформована. З 4 лютого 1918 р. — начальник 3-го відділу головного артилерійського управління Військового міністерства Центральної Ради. З травня 1918 р. — в. о. генерала для доручень при 2-му товаришеві військового міністра Української Держави. З червня 1918 р. — начальник 3-го відділу головного артилерійського управління Військового міністерства Української Держави. З грудня 1918 р — начальник постачання головного артилерійського управління Військового міністерства УНР. З лютого 1919 р. — член надзвичайної місії УНР в Австрії та Угорщині. З листопада 1919 р. — в. о. референта військових справ при Окремому центральному українському союзі у Відні. 10.10.1920 р. повернувся на військову службу на посаду в. о. начальника гарматної бригади 1-ї кулеметної дивізії Армії УНР. З травня 1921 р — у розпорядженні інспектора артилерії Армії УНР. З 24.08.1921 р. — т. в. о. начальника 1-ї Запорізької дивізії Армії УНР по генералу Вовку. 3 25.02.1922 р. — начальник групи інтернованих військ УНР у таборі Стршілково.
У 1920—30-х рр. жив на еміграції у Польщі. Подальша доля невідома.